# 馬拉亞鄉
45°21′N 24°02′E / 45.350°N 24.033°E
馬拉亞鄉（羅馬尼亞語：Comuna Malaia, Vâlcea），是羅馬尼亞的鄉份，位於該國西南部，由沃爾恰縣負責管轄，處於布加勒斯特西北面190公里，每年平均降雨量1,241毫米，海拔高度934米，2002年人口1,924。